# Tádžikistán na Letních olympijských hrách 2012
Tádžikistán na Letních olympijských hrách v roce 2012 v Londýně reprezentovala výprava 16 sportovců soutěžících v 7 sportech.

## Medailisté
| Medaile | Jméno              | Sport | Soutěž                   |
| ------- | ------------------ | ----- | ------------------------ |
| Bronz   | Mavzuna Čorijevová | Box   | Ženy lehká váha do 60 kg |